# Grantung (Karangmoncol)
Grantung is een bestuurslaag in het regentschap Purbalingga van de provincie Midden-Java, Indonesië. Grantung telt 2175 inwoners (volkstelling 2010).